# Comuni del Kosovo

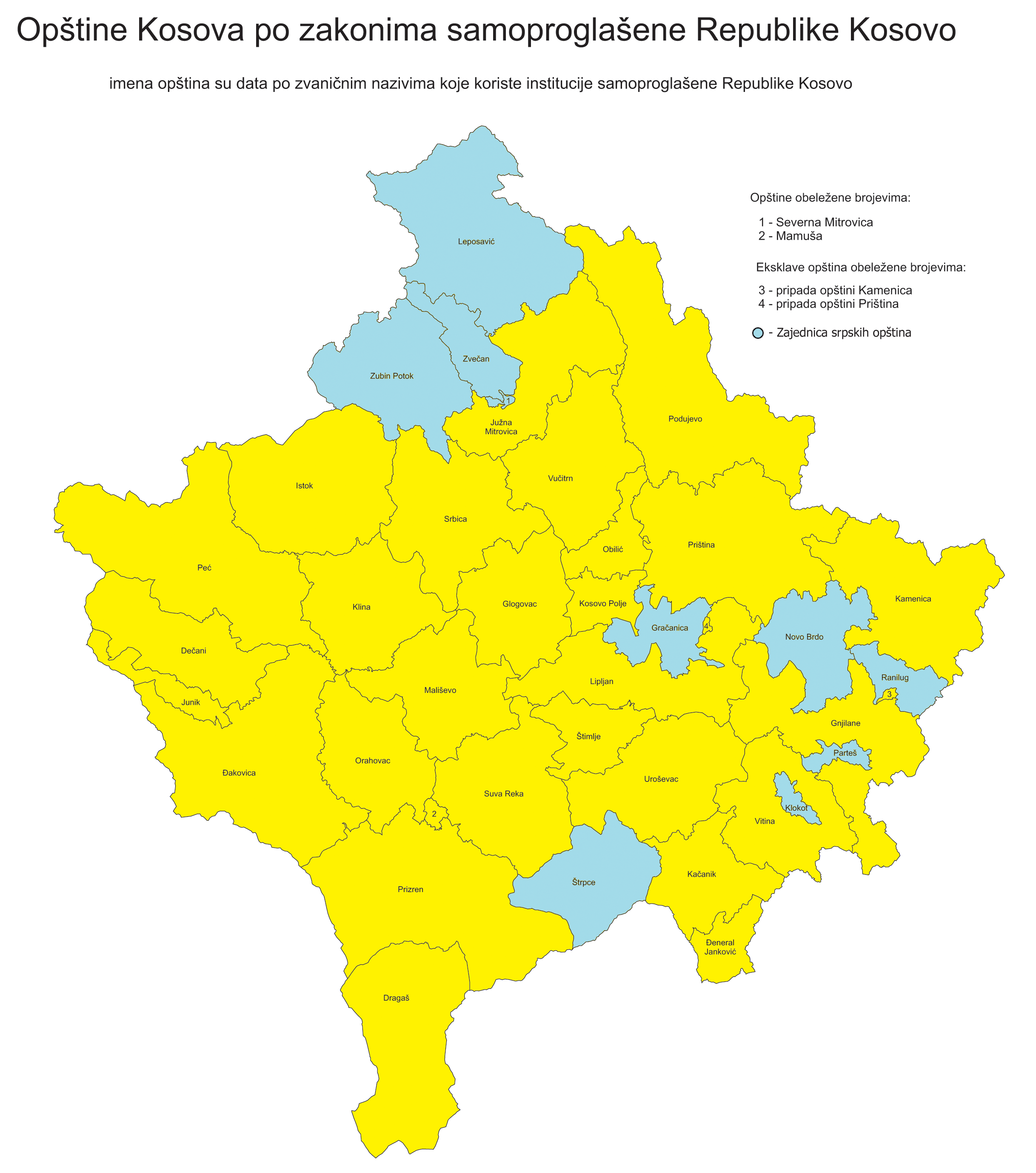
Comuni del Kosovo

I comuni del Kosovo (in albanese komuna, pl. komune; in serbo општина?, opština, pl. општине, opštine) sono la suddivisione territoriale di secondo livello del Paese, dopo i distretti, e sono pari a 38.
Tra il 1990 e il 2000 la Provincia Autonoma di Kosovo e Metochia comprendeva due comuni: Gora e Opoja che si sono poi fuse per creare l'attuale comune di Dragash. Allora non esisteva il comune di Malishevë, istituita sempre nel 2000, con porzioni di territorio dei comuni di Rahovec, Suharekë, Klinë e Drenas.
Ulteriori comuni sono stati creati dopo la dichiarazione d'indipendenza del Kosovo del 2008 per scorporare zone a maggioranza serba da altre a maggioranza albanese.

## Lista
| Nome (albanese)   | Nome (serbo)               | Distretto          | Popolazione (2011) | Superficie (Km2) |
| ----------------- | -------------------------- | ------------------ | ------------------ | ---------------- |
| Deçan             | Dečani                     | Gjakova            | 40 019             | 180              |
| Dragash           | Dragaš                     | Prizren            | 33 997             | 435              |
| Hani i Elezit     | Elez Han                   | Ferizaj            | 9 403              | 83               |
| Ferizaj           | Uroševac                   | Ferizaj            | 108 610            | 345              |
| Gjakova           | Đakovica                   | Gjakova            | 94 556             | 587              |
| Gjilan            | Gnjilane                   | Gjilan             | 90 178             | 385              |
| Drenas            | Glogovac                   | Pristina           | 58 531             | 290              |
| Graçanicë         | Gračanica                  | Pristina           | 10 675             | 131              |
| Istog             | Istok                      | Peć                | 39 289             | 454              |
| Junik             | Junik                      | Gjakova            | 6 084              | 86               |
| Kaçanik           | Kačanik                    | Ferizaj            | 33 409             | 221              |
| Kamenicë          | Kosovska Kamenica          | Gjilan             | 36 085             | 423              |
| Klinë             | Klina                      | Peć                | 38 496             | 308              |
| Kllokot           | Klokot                     | Gjilan             | 2 556              | 24               |
| Fushë Kosovë      | Kosovo Polje               | Pristina           | 34 827             | 83               |
| Leposaviq         | Leposavić                  | Kosovska Mitrovica | 13 773             | 539              |
| Lipjan            | Lipljan                    | Pristina           | 57 605             | 422              |
| Malishevë         | Mališevo                   | Prizren            | 54 613             | 361              |
| Mamushë           | Mamuša                     | Prizren            | 5 507              | 11               |
| Mitrovicë         | Kosovska Mitrovica         | Kosovska Mitrovica | 71 909             | 350              |
| Mitrovica Veriore | Severna Kosovska Mitrovica | Kosovska Mitrovica | 12 326             | 11               |
| Novobërdë         | Novo Brdo                  | Pristina           | 6 729              | 204              |
| Obiliq/Kastriot   | Obilić                     | Pristina           | 21 549             | 105              |
| Rahovec           | Orahovac                   | Gjakova            | 56 208             | 276              |
| Partesh           | Parteš                     | Gjilan             | 1 787              | 18               |
| Pejë              | Peć                        | Peć                | 96 450             | 603              |
| Prishtinë         | Priština                   | Pristina           | 198 897            | 572              |
| Prizren           | Prizren                    | Prizren            | 177 781            | 284              |
| Podujevë          | Podujevo                   | Pristina           | 88 499             | 663              |
| Ranillug          | Ranilug                    | Gjilan             | 3 866              | 78               |
| Skënderaj         | Srbica                     | Kosovska Mitrovica | 50 858             | 378              |
| Shtërpcë          | Štrpce                     | Ferizaj            | 6 949              | 247              |
| Shtime            | Štimlje                    | Ferizaj            | 27 324             | 134              |
| Suharekë          | Suva Reka                  | Prizren            | 59 722             | 306              |
| Viti              | Vitina                     | Gjilan             | 46 987             | 278              |
| Vushtrria         | Vučitrn                    | Kosovska Mitrovica | 69 870             | 344              |
| Zubin Potoku      | Zubin Potok                | Kosovska Mitrovica | 6 616              | 333              |
| Zveçan            | Zvečan                     | Kosovska Mitrovica | 7 481              | 122              |

Alcuni importanti villaggi sono poi Strellc i Ulët (comune di Dečani), Miresh (comune di Gjilan) e Shtupel (comune di Klinë).